# Joana d'Aragó i d'Enríquez
Joana d'Aragó (Barcelona 1455 - Nàpols 1517), princesa d'Aragó i reina consort de Nàpols (1476-1494).

## Orígens familiars
Fou filla del comte de Barcelona i rei d'Aragó Joan II d'Aragó i la seva segona muller, Joana Enríquez. Era neta per línia paterna del comte-rei Ferran I d'Aragó i Elionor d'Alburquerque, i per línia materna de Fradrí Enríquez.
Per línia paterna era germanastra de l'infant Carles de Viana així com de les reines Blanca II de Navarra i Elionor I de Navarra, i fou germana del comte-rei Ferran el Catòlic.

## Núpcies i descendents
El 14 de setembre de 1476 es casà amb el seu cosí Ferran I de Nàpols, fill natural del seu oncle Alfons el Magnànim. D'aquest matrimoni tingueren:
- la infanta Joana de Nàpols (1478-1518), reina consort durant el regnat del seu nebot Ferran II de Nàpols
- l'infant Carles de Nàpols (1480-1486)

Joana d'Aragó morí el 9 de gener de 1517 a la ciutat de Nàpols.